# Hubert Fiałkowski
Hubert Edward Fiałkowski (ur. 27 marca 1939 w Grudziądzu, zm. 8 kwietnia 2017 w Gryfinie) – polski zawodnik i trener piłkarski.

## Życiorys
Był wychowankiem Olimpii Grudziądz, natomiast debiutował jeszcze jako junior w Zawiszy Bydgoszcz. W 1962 przeszedł do Pogoni Szczecin z którą związany był już do zakończenia kariery zawodniczej w 1971. W trakcie swojej kariery piłkarskiej Fiałkowski rozegrał ponad 200 meczów w najwyższej klasie rozgrywkowej. Po zakończeniu kariery zawodniczej pracował jako trener prowadząc między innymi Lechię Zielona Góra, Górala Żywiec oraz Odrę Wodzisław Śląski, a w sezonie 1978/1979 pierwszy zespół Pogoni Szczecin. Pochowany został na  cmentarzu Centralnym w Szczecinie  kwatera (41 E).